# São Pedro d'Arcos
São Pedro d'Arcos é uma freguesia portuguesa do Município de Ponte de Lima, com 14,43 km² de área e 602 habitantes (censo de 2021), tendo, por isso, uma densidade populacional de 41,7 hab./km².
Até 6 de abril de 2011, designava-se por Arcos. O seu nome, provavelmente, deriva da corrupção de "Arca" ou "Orca", designação muito comum na região e que designa locais onde existem importantes necrópoles. No próprio Município de Ponte de Lima uma outra freguesia tem a designação de "Arca", tendo a origem do seu nome a mesma origem e razão. Também a sede do vizinho Município de Arcos de Valdevez é exemplo na origem toponímica comum. 
Nesta freguesia está documentada, no lugar arqueológico da Pregosa, a existência de uma necrópole e refere-se a existência de um dólmem. Este terá sido destruído acidentalmente. Encontrava-se até há poucos anos em face da entrada da Quinta de Penteiros.

## Demografia
Nota: Até 2011 designava-se Arcos.
A população registada nos censos foi:
| Distribuição da População por Grupos Etários | Distribuição da População por Grupos Etários | Distribuição da População por Grupos Etários | Distribuição da População por Grupos Etários | Distribuição da População por Grupos Etários |
| -------------------------------------------- | -------------------------------------------- | -------------------------------------------- | -------------------------------------------- | -------------------------------------------- |
| Ano                                          | 0-14 Anos                                    | 15-24 Anos                                   | 25-64 Anos                                   | > 65 Anos                                    |
| 2001                                         | 104                                          | 84                                           | 330                                          | 140                                          |
| 2011                                         | 94                                           | 65                                           | 320                                          | 161                                          |
| 2021                                         | 64                                           | 61                                           | 292                                          | 185                                          |

## Património
- Casa e Quinta da Lage
- Cruzeiro de São Pedro de Arcos